# Saint-Prest
Saint-Prest ist eine französische Gemeinde mit 2.119 Einwohnern (Stand: 1. Januar 2022) im Département Eure-et-Loir in der Region Centre-Val de Loire. Saint-Prest gehört zum Arrondissement Chartres und zum Kanton Chartres-1. Die Einwohner werden Saint-Prestois genannt.

## Geographie
Saint-Prest liegt an der Eure, einem Nebenfluss der Seine. Umgeben wird Saint-Prest von den Nachbargemeinden Berchères-Saint-Germain im Norden und Nordwesten, Jouy im Norden und Nordosten, Coltainville im Osten, Gasville-Oisème im Südosten, Champhol im Süden, Lèves im Südwesten sowie Poisvilliers im Westen.
Der Bahnhof von Saint-Prest liegt an der Bahnstrecke Paris–Brest.

## Geschichte
Erdgeschichtliche Spuren haben zu zahlreichen paläontologischen Entdeckungen im Tal der Eure geführt.

### Bevölkerungsentwicklung
| 1962 | 1968 | 1975 | 1982 | 1990 | 1999 | 2006 | 2018 |
| ---- | ---- | ---- | ---- | ---- | ---- | ---- | ---- |
| 991  | 1118 | 1224 | 1483 | 2200 | 2260 | 2135 | 2052 |

## Sehenswürdigkeiten

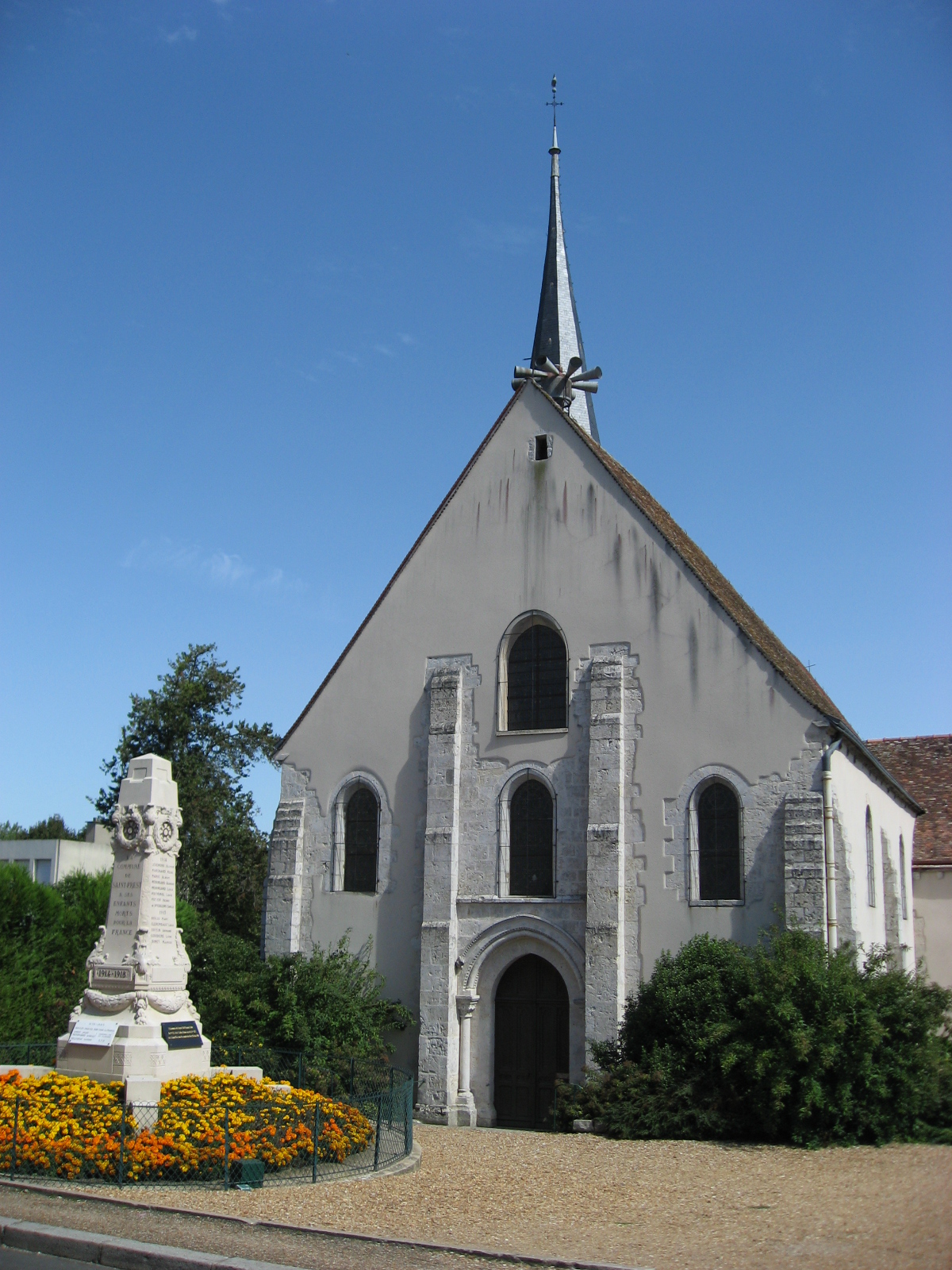
Kirche Saint-Prest

- Kirche Saint-Prest aus dem 12. Jahrhundert mit Umbauten aus dem 13. und 16. Jahrhundert
- Schloss Saint-Prest
- Mühle La Roche
- Mühle La Forte Maison, erste Erwähnung 1598

## Persönlichkeiten
- Hélène Bessette (1918–2000), Schriftstellerin, Lehrerin in Saint-Prest